# Partito Occitano
Il Partito Occitano (PO, Partit Occitan in lingua occitana) è un partito politico regionalista francese. Esso si pone l'obiettivo di raggiungere un maggior grado di autonomia per la regione storica Occitania nel sud della Francia. Esso venne fondato nel 1987 a Tolosa come fusione di alcune liste regionaliste locali (Unión Occitana de Tarn, Per las regionalas, Los Regionalistas de l’Alta Garona e Volèm Viure al País y Païs Nòstre).
A partire dallo stesso anno il partito diventa il rappresentante dell'Occitania alla Conferenza delle Nazioni Senza Stato d'Europa Occidentale (CONSEO) dove entra in contatto con altre sigle indipendentiste/autonomiste europee come Emgann per la Bretagna, Sinn Féin per l'Irlanda del Nord, Batasuna per Euskadi e i partiti indipendentisti di Catalogna e Galizia.
Alle elezioni locali ha raggiunti risultati rilevanti solo in alcuni comuni di zone rurali nelle provincie della Provenza e di Linguadoca. Nel Parlamento europeo è uno dei membri che costituiscono e sostengo il partito Alleanza Libera Europea.
L'obiettivo posto dal partito è duplice: 
- Far emergere la questione Occitana all'interno della sfera politica francese ed europea rilanciando un movimento autonomista concreto;
- Dar coscienza alla popolazione occitana della propria identità stotico\culturale e parallelamente far conoscere il popolo occitano all'esterno.

Il partito possiede anche un giornale chiamato "Occitània - Volem Viure Al Pais" che pubblica bimestralmente.